# East Perrine
East Perrine fue un lugar designado por el censo ubicado en el condado de Miami-Dade en el estado estadounidense de Florida. En el Censo de 2000 tenía una población de 7.079 habitantes y una densidad poblacional de 535,92 personas por km².

## Geografía
East Perrine se encuentra ubicado en las coordenadas 25°36′27″N 80°20′27″O / 25.60750, -80.34083. Según la Oficina del Censo de los Estados Unidos, East Perrine tiene una superficie total de 13.21 km², de la cual 13.21 km² corresponden a tierra firme y (0%) 0 km² es agua.

## Demografía
Según el censo de 2000, había 7.079 personas residiendo en East Perrine. La densidad de población era de 535,92 hab./km². De los 7.079 habitantes, East Perrine estaba compuesto por el 72.44%% blancos, el 16.87%% eran afroamericanos, el 0.16%% eran amerindios, el 2.39%% eran asiáticos, el 0.04%% eran isleños del Pacífico, el 3.74%% eran de otras razas y el 4.37%% pertenecían a dos o más razas. Del total de la población el 30.09%% eran hispanos o latinos de cualquier raza.
Había 2.276 hogares de las cuales el 44.8% tenían niños bajo la edad de 18 que vivían con ellos, el 61,2% eran parejas casadas viviendo juntas, el 15.2% tenían como cabeza de familia a una mujer sin presencia de marido y el 18.6% eran no familias. 14,3% de todas las casas se componían de individuos y el 3.9% tenían a alguna persona anciana de 65 años de edad o más. El tamaño promedio de un hogar era de 3.03 y el tamaño de una familia era de 3.34.
En el CDP la población era de un 28.7% menor a 18 años, el 8,0% de 18 a 24, el 30.8% de 25 a 44, el 23,3% de 45 a 64, y el 9,2% eran de 65 años de edad o más. La edad promedia era 35 años. Por cada 100 mujeres había 91,1 hombres. Por cada 100 mujeres de edad de 18 años, había 88,9 hombres.
El ingreso promedio para un hogar en el CDP era de $60.395, y el ingreso promedio para una familia era $ 66.852. Los hombres tenían un ingreso promedio de $42.398 frente a $35.660 para las mujeres. El ingreso per cápita para el CDP era $23.165. Alrededor del 6,9% de las familias y el 7.8% de la población estaban por debajo de la línea de pobreza, incluyendo al 12.4% de los menores de 18 años y el 0.9% eran mayores de 65 años.